# São João do Monte
São João do Monte ist ein Ort und eine ehemalige Gemeinde (Freguesia) im portugiesischen Kreis Tondela. Die Gemeinde hatte 859 Einwohner (Stand 30. Juni 2011).
Am 29. September 2013 wurden die Gemeinden São João do Monte und Mosteirinho zur neuen Gemeinde União das Freguesias de São João do Monte e Mosteirinho zusammengeschlossen. São João do Monte ist Sitz dieser neu gebildeten Gemeinde.

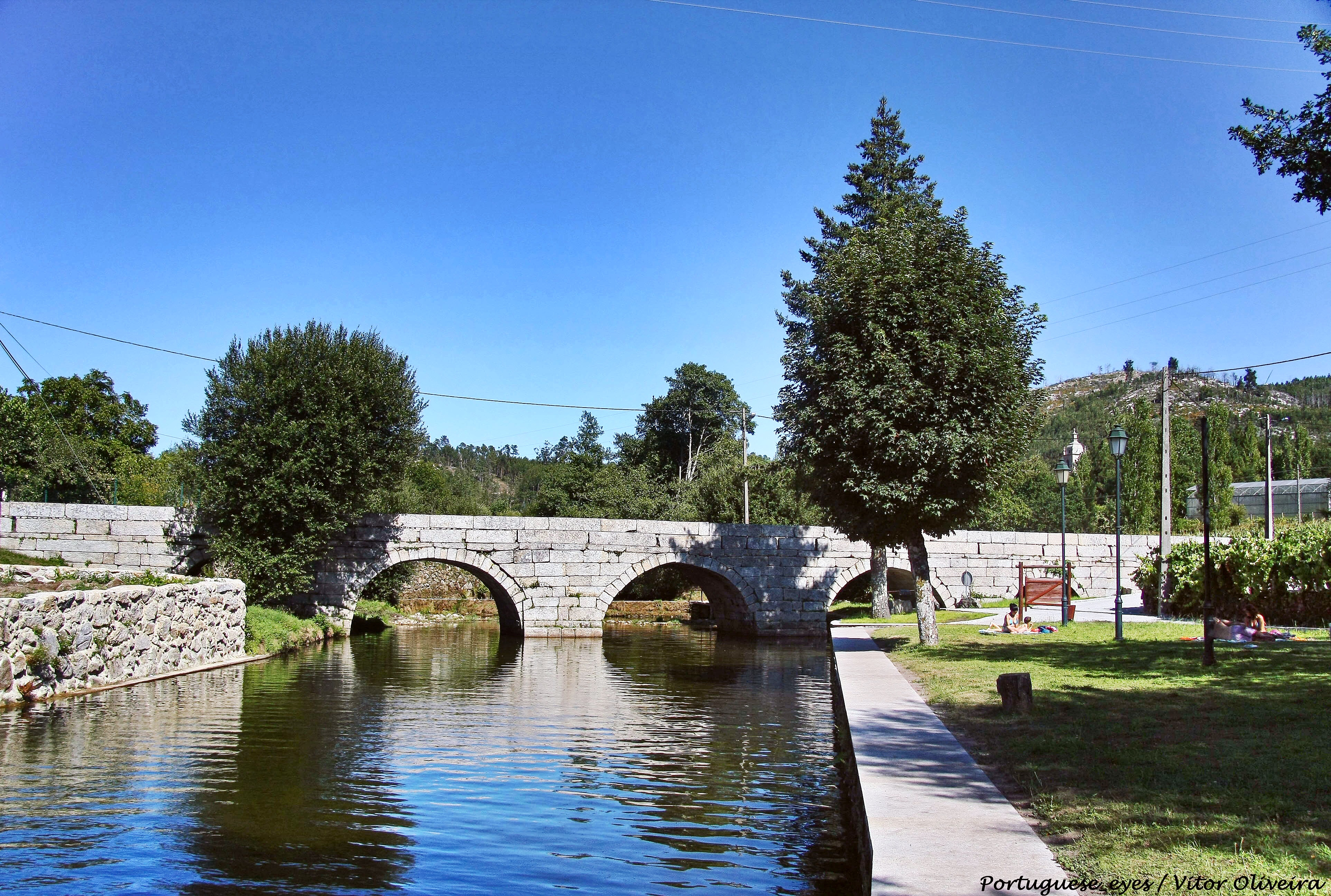
Römerbrücke

Beim Ort liegt eine dreibogige Römerbrücke aus Granitquadern.